# Antoinette Tubmanstadion
Het Antoinette Tubman Stadion is een multifunctioneel stadion in Monrovia, de hoofdstad van Liberia. 
Het stadion wordt meestal gebruikt voor voetbalwedstrijden. In het stadion is plek voor 10.000 toeschouwers. In 2014 werd dit stadion gebruikt voor Ebola-behandelingen. In Liberia was toen een Ebola-uitbraak.  
Het stadion is vernoemd naar de vrouw van William Tubman, Antoinette Tubman. William was van 1944 tot 1971 de president van Liberia